# Julia Pereira de Sousa-Mabileau
Julia Pereira de Sousa Mabileau (Quincy-sous-Sénart, 20 de setembro de 2001) é uma snowboarder francesa. Foi medalhista de prata nos Jogos Olímpicos de Inverno de 2018 em Pyeongchang na categoria snowboard cross feminino.